# Championnat de Malte de football 1931-1932
Navigation
Saison précédente Saison suivante
La saison 1931-1932 de First Division Maltaise est la vingt-et-unième édition de la première division maltaise.
Lors de cette saison, Le Floriana FC ayant été exclu de la compétition, les quatre meilleurs clubs maltais vont se disputer le titre lors d'une série de matchs se déroulant sur toute l'année.
Les quatre clubs participants au championnat ont été confrontés une fois aux trois autres.
C'est le Valletta United qui a été sacré champion de Malte pour la deuxième fois.

## Les quatre clubs participants
| Club                | Stade            | Capacité | Ville      |
| ------------------- | ---------------- | -------- | ---------- |
| Hamrun Spartans     | Victor Tedesco   | 6 000    | Hamrun     |
| Valletta United     | -                | -        | La Valette |
| Sliema Wanderers FC | Guze Fava Ground | 4 000    | Sliema     |
| Sliema Hotspurs     | -                | -        | Sliema     |

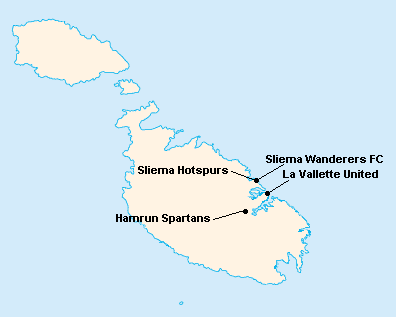
Localisation des clubs engagés dans le championnat.

L'île de Malte étant relativement petite, les clubs évoluent tous au stade National Ta'Qali (17 400 places). Certains cependant ont leur propre enceinte qu'ils peuvent éventuellement utiliser.

## Compétition

### Classement
| Rang | Équipe              | Pts | J | G | N | P | Bp | Bc | Diff |
| ---- | ------------------- | --- | - | - | - | - | -- | -- | ---- |
| 1    | Valletta United     | 5   | 3 | 2 | 1 | 0 | 6  | 1  | +5   |
| 2    | Sliema Wanderers FC | 4   | 3 | 2 | 0 | 1 | 13 | 3  | +10  |
| 3    | Sliema Hotspurs (P) | 2   | 3 | 1 | 0 | 2 | 4  | 11 | -7   |
| 4    | Hamrun Spartans     | 1   | 3 | 0 | 1 | 2 | 2  | 10 | -8   |

| Légende : Qualifications et relégations | Légende : Qualifications et relégations                  |
| --------------------------------------- | -------------------------------------------------------- |
|                                         | Relégation en Second Division Maltaise                   |
|                                         | (T) : Tenant du titre 1930-1931 (P) : Promu en 1930-1931 |

## Bilan de la saison
| Tableau d'Honneur       |                 |
| Compétition             | Vainqueur       |
| First Division Maltaise | Valletta United |

| Promotions et relégations            |                     |
| Relégués en Second Division Maltaise | Hamrun Spartans     |
| Promus de Second Division Maltaise   | Paola Hibernians FC |